# 레체네이마르시
레체네이마르시(이탈리아어: Lecce nei Marsi)는 이탈리아 아브루초주 라퀼라도에 있는 코무네이다.